# نقص تمعدن الرحى والقواطع
يمثل نقص تمعدن الرحى والقواطع (إم آي إتش) نوعًا من عيوب الميناء التي تؤثر، مثلما يوحي الاسم، في الرحى والقواطع الأولى من الأسنان الدائمة. يُعد إم آي إتش مشكلة عالمية ويحدث عادة عند الأطفال دون سن العاشرة. تنتج هذه الحالة النمائية عن نقص تمعدن الميناء خلال مرحلة نضجها، بسبب تعطل أرومات الميناء وظيفيًا. اقترُح العديد من العوامل، مثل الوراثة والمشكلات الطبية في فترة الحمل، لكن ارتباطًا واضحًا يظهر فقط بين هذه الحالة وأمراض الطفولة، خاصةً الحمى. على أي حال، تستمر الحاجة إلى إجراء مزيد من الدراسات حول المسببات المرضية لهذه الحالة، بسبب الاعتقاد بوجود عوامل متعددة خلفها.
غالبًا ما يظهر إم آي إتش كتغير لوني في 1-4 رحى دائمة مصابة والقواطع المرتبطة بها. يظهر ميناء الأسنان المصابة باللون الأصفر أو البني أو الكريمي أو الأبيض، وعليه يشار إليها أحيانًا باسم «رحى الجبن». تُعد هذه الأسنان أقل جمالية من الأسنان الطبيعية، لذلك تزعج الأطفال المصابين وأولياء أمورهم. من المهم ملاحظة الاختلاف في شفوفية ميناء الأسنان المصابة، دون وجود أي تغيرات في سمك المينا، خلافًا لأمراض أخرى مثل نقص تكوّن الميناء.
نتيجة لذلك، غالبًا ما يعاني الأطفال المصابون بنقص التمعدن تسوسًا سنيًا بصورة أشيع مقارنة بأولئك غير المصابين، إضافةً إلى تطور التسوس بصورة سريعة جدًا نتيجة قلة الميناء المعدنية. لا يصبح المرض مرئيًا إلا عندما تبدأ الأضراس الدائمة بالظهور، حيث تُلاحظ عتامات على الأسنان المصابة. من المفيد للأطفال الذين يشتبه بإصابتهم بنقص تمعدن الرحى والقواطع زيارة طبيب الأسنان بصورة دورية في فترة بزوغ أول أضراسهم الدائمة لمنع حدوث أي مضاعفات أخرى تؤثر في صحة الفم.

## العلامات والأعراض
قد يختلف انتشار المرض لدى مرضى إم آي إتش اختلافًا كبيرًا، إذ يشيع تضرر ميناء رحى واحدة بالتزامن مع سلامة ميناء الرحى المقابلة سريريًا أو ملاحظة عيوب طفيفة بها فقط.

### الآفات
قد تظهر آفات الأسنان ناقصة التمعدن على شكل عتامات يتدرج لونها من الأبيض إلى البني المصفر، وعادة ما تكون غير متناظرة المظهر، مع وجود خط فاصل واضح يميز بين جزأي الميناء السليم والمتضرر. لا تشمل الآفات عادة الثلث العنقي من الأسنان المصابة.

### انهيار تال للبزوغ
يمثل الانهيار التالي للبزوغ (بّي إي بي) سمة سريرية، غالبًا ما تُلاحظ في غالبية الإصابات الشديدة، ويزيد معدل حدوثها مع تحميل قوى المضغ على الميناء التي أضعفها نقص التمعدن. إن آفات الانهيار التالي للبزوغ غير منتظمة الشكل، مع هوامش خشنة ناتجة عن قص المينا. يُرجح حدوث بّي إي بي في الأسنان ناقصة التمعدن ذات العتامات الصفراء أو البنية أكثر من تلك التي أبدت عتامات بيضاء، إذ تعكس الآفات الداكنة نقصًا أكبر في المحتوى المعدني.

### التسوس غير النمطي
إن الأسنان ناقصة التمعدن معرضة بصورة متزايدة للتسوس، بسبب تغير خصائص الميناء، مثل زيادة المسامية وانخفاض الصلابة. يختل التوازن المعدني بين التمعدن ونزع المعادن لصالح نزع المعادن من الميناء، ما يقلل مرونة السن بنيويًا، ويجعله أكثر عرضة للتسوس.
يزيد ضعف الخصائص الهيكلية لميناء الأسنان ناقصة التمعدن أيضًا احتمالية تكهف الآفات، ومن ثم تطور الآفة بمعدل أسرع. يكون تطور الآفة النخرية أسرع أيضًا في الأسنان ناقصة التمعدن، إذ يعاني المرضى حساسية الأسنان عند تنظيفها، ما يدفعهم إلى إهمال صحة الفم، وعليه يظهر التسوس بصورة أسرع. 

### فرط الحساسية
غالبًا ما تكون الاسنان ناقصة التمعدن مفرطة الحساسية بسبب التغيرات في درجة الحرارة أو عند تنظيف الأسنان بالفرشاة. اقترحت إحدى الدراسات أن السبب المحتمل لفرط الحساسية في إم آي إتش هو التفاعلات الالتهابية في اللب بسبب بكتيريا الفم التي تخترق الميناء ناقص التمعدن لتصل إلى الأنابيب العاجية.

### صعوبة التخدير
أشارت التقارير إلى صعوبة تخدير الأسنان ناقصة التمعدن مقارنة بالأسنان الطبيعية؛ قد يحدث ذلك بسبب التهاب اللب المزمن الناتج عن تغلغل البكتيريا، فالالتهاب يضعف فعالية التخدير الموضعي ويزيد كمية المخدر اللازمة لتحقيق التخدير المطلوب. عولجت بعض المشكلات السنية دون تخدير موضعي، لكن هذه الطريقة زادت أحيانًا خوف الطفل وقلقه عند تلقي علاج الأسنان. قد تبرز هذه الصعوبة في طب أسنان الأطفال خاصةً، ومن ثم قد تظهر حاجة إلى طرق أكثر تخصصًا لزيادة كفاءة تخدير الأسنان.
قد تكون العتامة الناتجة عن إم آي إتش مرئية تمامًا خاصة على الأسنان الأمامية، ما يمثل مشكلة جمالية. يشكو المرضى بصورة متكررة من المشكلة الجمالية عند إصابة الأسنان الأمامية، علمًا أنها قد تحمل أيضًا آثارًا سلبية على النمو النفسي للطفل وتقديره لذاته.

### مشاكل حشوات الأسنان وانهيارها
إن الأسنان المصابة بإم آي إتش أكثر عرضة للانهيار، فنقص التمعدن الحاصل يضعف بنية الميناء. تبين أن احتمال فشل الحشوات الترميمية الموضوعة في الأسنان ناقصة التمعدن أكبر بسبب ضعف الأسنان البنيوي وخسارة المواد المكونة لها. يمكن أن يحدث كسر في الميناء أيضًا بسهولة بسبب قوى المضغ المطبقة.

## الأسباب
إن السبب الدقيق خلف الإصابة بإم آي إتش غير معروف، ويُعتقد أنه متعدد العوامل.
مرحلة قبل الولادة: ارتبطت جميع عوامل الخطر، مثل العدوى والضغط النفسي للأمهات والتعرض المتكرر للفحص بالموجات فوق الصوتية، بزيادة مخاطر الإصابة بنقص تمعدن الرحى والقواطع.
أما في مرحلة ما حول الولادة، وجد مركز بيتيفات أن العملية القيصرية والمضاعفات في أثناء الولادة المهبلية قد تسهم في زيادة فرصة حدوث إم آي إتش. يرتفع خطر الإصابة أيضًا عند الخدج والأطفال الذين يعانون سوء الحالة الصحية العامة أو أمراضًا جهازية في السنوات الثلاث الأولى من نموهم. اقتُرح أن عيوب الأسنان النمائية مرتبطة بالرضاعة الطبيعية على المدى الطويل بسبب التعرض للديوكسين.
اقترحت أدلة أكثر حداثة وجود علاقة بين أمراض الجهاز التنفسي ونقص أكسجة أرومات الميناء وإم آي إتش. أخيرًا، يُشتبه في كون نقص الأكسجة المتزامن مع نقص الوزن عند الولادة من العوامل المساهمة.

## التشخيص

### التشخيص التفريقي
من الضروري استبعاد الأسباب الأخرى لعتامة الميناء وتمييزها عن نقص التمعدن، لضمان وضع خطة علاجية مناسبة. تشمل هذه الأسباب:
- تسوس الأسنان، الذي يمثل السبب الأكثر شيوعًا لتدمير أنسجة الأسنان الصلبة. لا يتجه الأطباء نحو التسوس كسبب مرضي في مريض ذي أسنان أولية سليمة سابقًا، علمًا أن آفات البقع البيضاء غير شائعة أيضًا على القواطع، وعليه يمكن استبعاد التسوس.
- التسمم بالفلور، الذي ينتج عن تناول تراكيز عالية من الفلوريد في فترة تمعدن السن. يظهر التسمم بالفلور على شكل عتامات في الميناء منتشرة وغير منتظمة تؤثر في أكثر من سن واحد، على عكس الحدود المرسومة جيدًا للميناء ناقصة التمعدن الملاحظة في إم آي إتش.
- تخلق الميناء الناقص، الذي يُعد حالة وراثية، أي قد يوجد قصة عيوب مماثلة في بقية أفراد الأسرة. تؤثر هذه الحالة في الأسنان الأولية والدائمة، وتميل جميع الأسطح إلى التأثر بصورة متساوية، ما يميزها عن الأسنان المصابة بنقص التمعدن.
- إصابة القواطع الأولية، ما يؤدي إلى تغير لون القواطع الدائمة.
- يؤدي إعطاء التتراسيكلين في أثناء الحمل وللأطفال دون سن 6 سنوات إلى ظهور بقع على الأسنان (رمادية أو صفراء).
- نقص تكون الميناء، الناجم عن خلل في تكوين مطرس الميناء؛ عيب كمي يظهر كضمور موضعي في سماكة الميناء. هذا يختلف عن نقص التمعدن الذي يمثل عيبًا نوعيًا يؤثر في شفافية الميناء.[1]